# غابات جبال روكي الجنوبية الوسطى
غابات سنترال روك الجنوبية (بالإنجليزية: South Central Rockies forests)‏ وهي منطقة غابات مورقة في وايومنغ وأيداهو ومونتانا. تحتوي على غابات أكثر جفافًا من جبال روكي الشمالية الوسطى.
حيثُ تقع هذه المنطقة البيئية غرب وايومنغ، ولكن أيضًا في شرق ووسط أيداهو، وجنوب غرب وجنوب وسط مونتانا، وشمال شرق وايومنغ وجنوب غرب داكوتا الجنوبية. تتمركز على تلة يلوستون، وتمتد إلى الخارج على سلاسل الجبال المتصلة، ولكن المنطقة البيئية تشمل أيضًا جبال بيجورن المعزولة وبلاك هيلز. تتمتع المنطقة بمناخ قاري جاف، مع صيف قصير وشتاء طويل بارد.

## النباتية
المنطقة البيئية هي في الغالب غابة صنوبرية، تهيمن عليها أشجار الصنوبر بسبب الحرائق في المنطقة.
تشمل الأشجار الأخرى شجرة التنوب إنجلمان وشجرة التنوب الصخرية دوغلاس التنوب والصنوبر بونديروسا والتنوب الألبين والحور الرجراج . يعتبر الصنوبر الأبيض من الأنواع المهمة في منطقة كرومهولز. تحتوي هذه المنطقة البيئية أيضًا على مروج جبلية، ومراعي سفوح الجبال، الميرمية، والغابات المشاطئة، والتندرا الألبية. وفي بعض المناطق، يخلق نشاط الطاقة الحرارية الأرضية موائل دافئة مميزة مع مجتمعات نباتية فريدة من نوعها.

## الحيوانات
تشمل ثدييات هذه المنطقة البيئية الأيائل، والغزلان البغل، والأغنام الكبيرة، وبيسون السهول، وموس شيراس، وأسد الجبال، والدب الأشيب، الذئب الشمالي الغربي، الدب الأسود، البوبكات، الوشق الكندي، الذئب، قندس أمريكا الشمالية، أمريكا الشمالية القضاعة النهرية، والأرنب الثلجي.
نسبة الطيور كبيرة ومن أنواع الطيور المنتشرة في الغابة: قيق ستيلر، والقرقف ذو الغطاء الأسود، وسيسكين الصنوبر. تفتخر هذه المنطقة البيئية بالطيور الغنية جدًا، بما في ذلك المتخصصين مثل البجع الأبيض، والبجعة عازف البوق، والعصفور الوردي (الأسود). ومن الأنواع الأخرى البط المهرج، عين بارو الذهبية، صقر سوينسون، النسر الأصلع، العقاب، طيهوج حكيم، رافعة الرمل، نورس فرانكلين، القحافة الأمريكية، سوليتير تاونسند، نقشارة صفراء، وعصفور بروير.  الحيوانات العاشبة النموذجية لهذه المنطقة البيئية هي الضفدع المرقط ، وأفعى البراري المجلجلة، والأفعى المطاطية، والضفدع الشمالي، وسمندل النمر المبقع.

## حالة الحفظ والمناطق المحمية
إن حالة الحفظ الخاصة بها مدرجة على أنها "ضعيفة". إن قطع الأشجار العشوائي للمناطق غير المحمية وموت الدببة الرمادية وربما الذئاب على يد الصيادين ذوات الحوافر هي التهديدات الرئيسية لسلامة هذه المنطقة البيئية. تشمل المناطق المحمية منتزه يلوستون الوطني في شمال غرب وايومنغ، وجنوب وسط مونتانا وشرق أيداهو، ومنتزه غراند تيتون الوطني في غرب وايومنغ.